# Conor Shanosky
Conor Shanosky (* 13. September 1991 in Sterling, Virginia) ist ein US-amerikanischer Fußballspieler auf der Position eines Mittelfeldspielers.

## Karriere

### Karrierebeginn in der Heimat und Aufstieg zum Profi
Shanosky wurde im Jahre 1991 im Census-designated place Sterling im US-Bundesstaat Virginia geboren, wuchs aber vorwiegend im nahegelegenen Potomac Falls auf, wo er auch die Schule besuchte. Nachdem er bereits seit seiner frühen Kindheit im Fußballbereich aktiv gewesen war, spielte er auch an der High School, die er in seinem Wohnort Potomac Falls besuchte, für das schuleigene Herrenfußballteam und war schon zu dieser Zeit für dieses vorwiegend als Mittelfeldspieler im Einsatz. Mit dem Schulteam wurden ihm auch einige Ehrungen zuteil, womit er sich auch beim US-amerikanischen Fußballverband aufmerksam machte.
Nach seinem High-School-Abschluss und einer geplanten Aufnahme an die George Mason University entschied sich Shanosky schließlich gegen eine Collegekarriere und für die Aufnahme in den Nachwuchsbereich und die Akademie von D.C. United, die im zuvor bereits ein Angebot unterbreitet hatten. Zuvor bekam er von Verantwortlichen der George Mason University sogar einen National Letter of Intent. Über das Nachwuchsprogramm des Franchises schaffte Shanosky im Jahre 2010 den Sprung in den Profikader, wo er einen Vertrag als Homegrown Player erhielt und dabei neben Ethan White, Andy Najar und Bill Hamid erst einer von vier Spielern war, dem diese neue MLS-Regelung zuteilwurde.
Nachdem der gelernte Mittelfeldspieler, der vorwiegend in defensiveren Positionen eingesetzt wird, für das erste Spieljahr 2010 nicht spielberechtigt war und somit in keiner Spielstatistik auf, jedoch trotzdem im Profikader stand, fand er erst in der Major League Soccer 2011 den Weg in die Profimannschaft, als er in bisher (Stand: 13. Oktober 2011) fünf verschiedenen Ligaspielen ohne Einsatz auf der Ersatzbank saß.
Im Sommer 2011 beschlossen die Klubverantwortlichen Conor Shanosky in die neue, als drittklassig angesehene USL Professional Division, an das dortige Franchise Harrisburg City Islanders auszuleihen. Beim Klub aus Harrisburg, Pennsylvania konnte sich der defensive Mittelfeldakteur aber nicht wirklich durchsetzen. Nachdem er wenige Tage zuvor noch auf der Ersatzbank von D.C. United gesessen hatte, wurde er am 21. Juli 2011 beim 5:1-Heimerfolg über den FC New York gleich über die volle Spieldauer eingesetzt und war eine Woche später, beim 3:2-Auswärtssieg über den Dayton Dutch Lions FC, ein weiteres Mal von Beginn an im Einsatz, ehe er durch Jose Angulo ab der zweiten Spielhälfte ersetzt wurde. Danach folgten für Shanosky keine weiteren Einsätze mehr.
Auch in den folgenden Spielzeiten wurde Shanosky immer wieder an verschiedene Mannschaften ausgeliehen. So spielte er die Saison 2012 bei den Fort Lauderdale Strikers in der North American Soccer League. Die Spielzeiten 2013 und 2014 spielte er, mit Unterbrechungen, in denen er für D.C. United spielte, für die Richmond Kickers in der USL Professional Division.

### Wechsel in die USL
Am 21. Januar 2015 wechselte Shanosky zu Louisville City FC in die United Soccer League.

### International
Nachdem er bereits während seiner High-School-Zeit von Verantwortlichen des US-amerikanischen Fußballverbands entdeckt wurde und bis 2010 auch in der U-18-Nationalmannschaft verweilte, die er in seinem letzten Jahr unter anderem auch als Kapitän anführte, kam er noch im selben Jahr in die US-amerikanische U-20-Auswahl. Mit dieser nahm er schließlich auch am Milk Cup des Jahres 2010 teil, wo er in allen drei Länderspielen seines Teams eingesetzt wurde. Nach einem 3:0-Finalsieg über die Gastgeber aus Nordirland konnten die US-Amerikaner zum wiederholten Male den Titel entgegennehmen. Bereits im darauffolgenden Mai wurde Shanosky für zwei freundschaftliche Länderspiele gegen die Alterskollegen aus Frankreich ins U-20-Nationalteam berufen.

## Erfolge
- diverse High-School-Erfolge
- 2010: Gewinn des Milk Cup in der Elite-Auswahl